# Starfire Sports
Der Starfire Sports ist ein Fußballkomplex in der Stadt Tukwila im US-amerikanischen Bundesstaat Washington, Metropolregion Seattle. Der Hauptplatz der Anlage ist das Starfire Sports Stadium und  hat eine Kapazität von 4.500 Zuschauern und war, beziehungsweise ist, Heimstadion verschiedener semi- und vollprofessioneller Fußballmannschaften aus Seattle.

## Geschichte
Die ersten Sportanlagen des Komplexes, darunter das Starfire Sports Stadium, wurden ab dem Jahr 2003 unter Federführung des Architekturbüros HOK Sport gebaut, offizielle Eröffnung der Gesamtanlage war 2005. Starfire Sports war bereits ab 2003 Austragungsort einiger Heimspiele der Seattle Sounders, zudem seit demselben Jahr festes Heimstadion der gleichnamigen Frauenfußballmannschaft. Im Jahr 2013 spielte zusätzlich die neugegründete NWSL-Franchise des Seattle Reign FC im Starfire Sports. Der Fußballplatz im Hauptstadion verwendet als Belag ebenso wie die Hallen- und einige weitere Plätze der Anlage Kunstrasen der Marke FieldTurf, die zuletzt gebauten Plätze sind hingegen Naturrasenplätze. Seit 2018 spielt auch das Rugby-Team der Seattle Seawolves im Starfire Sports Stadium in der Major League Rugby (MLR).

## Weitere Anlagen
Neben dem Starfire Sports Stadium verfügt der Komplex über elf weitere Freiluft-, mehrere Hallenplätze, Fitnessräume, sowie Betriebs- und Verwaltungsgebäude.

## Galerie

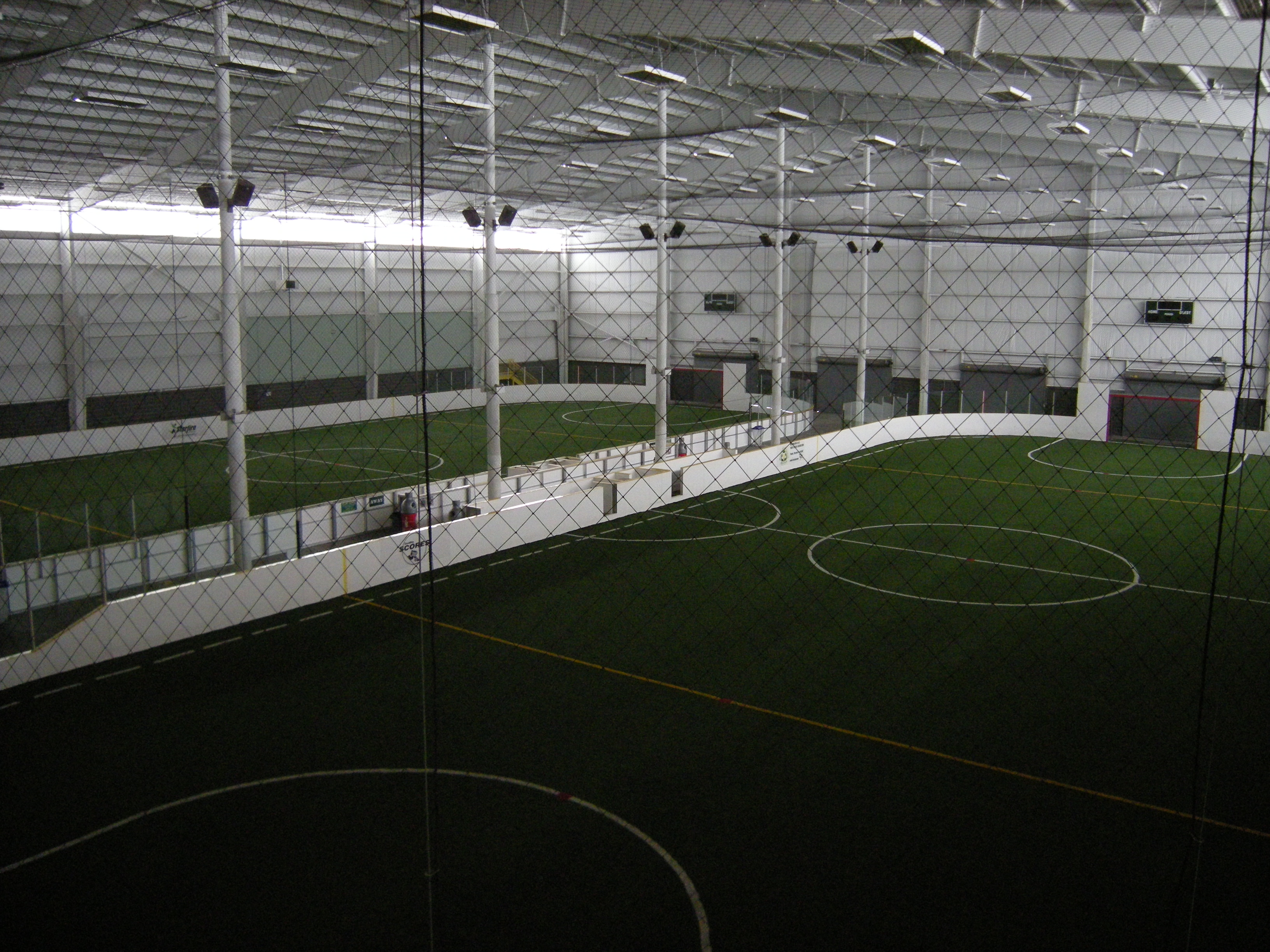
Hallenplätze im Starfire Sports Complex